# Sa'ud bin Abd al-Muhsin Al Sa'ud
Saʿūd bin ʿAbd al-Muḥsin Āl Saʿūd (in arabo سعود بن عبد المحسن بن عبد العزيز آل سعود‎?; Riyad, 1947) è un principe e politico saudita, membro della famiglia reale Āl Saʿūd.

## Primi anni di vita
Saʿūd bin ʿAbd al-Muḥsin è nato nel 1947 a Riad. Egli è il figlio maggiore del defunto principe Abd al-Muhsin bin Abd al-Aziz Al Sa'ud (1925 - 1985), ex governatore della provincia di Medina. Il padre è stato anche ministro dell'Interno nel governo di re Saʿūd dal 1960 al 1961 e ha fatto parte del Movimento dei Principi Liberi, guidato dal fratellastro Ṭalāl.
Il principe Saʿūd ha frequentato la Royal Military Academy di Sandhurst e ha conseguito una laurea in "Business Administration".

## Carriera
Il principe ha ricoperto diversi incarichi di governo a partire da quello di direttore del dipartimento della salute e dell'alloggio del ministero della salute dal 1970 al 1973. Altri incarichi che ha ricoperto includono il ruolo di direttore generale del ministero della salute dal 1973 al 1976, vice governatore della Provincia della Mecca dal 1976 al 1992 e governatore ad interim della stessa provincia dal 1992 al 1999. Attualmente è governatore della provincia di Ha'il, presidente della Commissione suprema per lo sviluppo della provincia e membro del Consiglio di Fedeltà.

## Vita personale
Saʿūd è si è sposato quattro volte. La sua prima moglie è Hāla Āl Shaykh. Le altre sono state:
- Principessa Lūlūa bint Fayṣal Āl Saʿūd, (divorziato);
- Principessa Bonaya bint Fahd bin ʿAbd Allah bin ʿAbd al-Raḥmān Āl Saʿūd (figlia della principessa Mishel bint ʿAbd al-ʿAzīz);
- Principessa Āsiya bint ʿAbd al-Jalīl bin Muḥammad (di origine marocchina).

## Figli
Dai suoi matrimoni sono nati i seguenti figli:
- Principe Fayṣal;
- Principe ʿAbd al-Muḥsin;
- Principe Badr;
- Principe ʿAbd al-ʿAzīz;
- Principe ʿAbd Allāh;
- Principessa Salmā;
- Principessa Hāya;
- Principessa Naha, moglie del principe Abd al-Aziz bin Majid Al Sa'ud;
- Principessa Nūra;
- Principessa Jawhara.

## Hobby
Il principe pratica la falconeria secondo il costume beduino, così come alcuni sport occidentali tra cui il tennis.

## Documentario della BBC
Nel 2008, Saʿūd è stato protagonista di un documentario della BBC sulla moderna Arabia Saudita, "All'interno del regno saudita", in cui a una troupe guidata da Lionel Mill è stata data la possibilità in esclusiva di seguire il principe nel suo lavoro quotidiano per un mese. Egli ha concluso che il mondo occidentale ha bisogno di imparare che "è possibile modificare le persone solo tanto quanto vogliono essere cambiate", e che in fondo il suo popolo non vuole essere occidentalizzato.